# Simsport
Simsport är en term som syftar på tävlingssimning/öppet vatten-simning tillsammans med de andra vattensporterna, simhopp, konstsim (synkroniserad simning) och vattenpolo. Organiserad simsport styrs på världsnivå av Fédération Internationale de Natation (FINA).